# Alessandro Velotto
Alessandro Velotto (Nápoly, 1995. február 12. –) világbajnok (2019) olasz válogatott vízilabdázó, bekk, a Canottieri Napoli játékosa.